# Mictochroa rectilinea
Mictochroa rectilinea là một loài bướm đêm trong họ Noctuidae.